# Semiothisa rithrusaria
Semiothisa rithrusaria là một loài bướm đêm trong họ Geometridae.